# Sciarra Colonna
Pour les articles homonymes, voir Colonna et Sciarra.
Sciarra Colonna (° 2 mars 1270 - † 2 mars 1329), frère de Jacopo Colonna, était un sénateur romain appartenant à la puissante famille des Colonna qui a joué un rôle important dans l'histoire de Rome entre les XIIe et XVIe siècles.

## Biographie

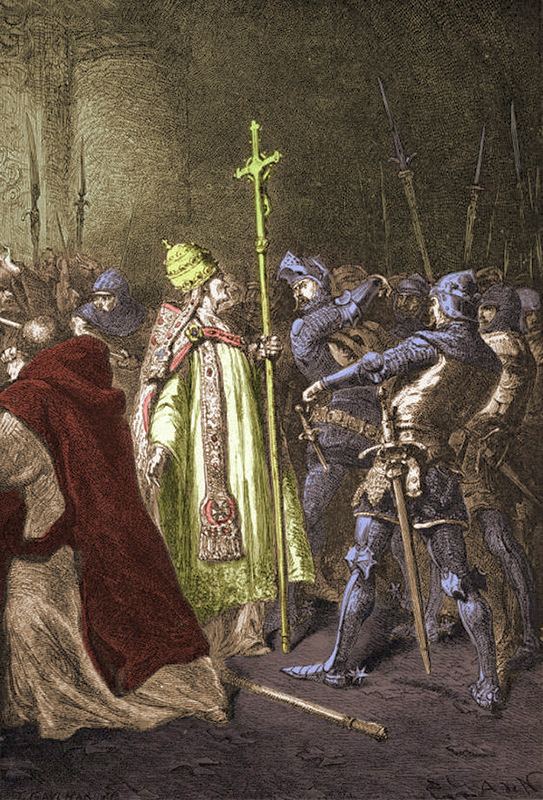
Colonna giflant Boniface VIII. Illustration d'Alphonse de Neuville pour L'Histoire de France : depuis les temps les plus reculés jusqu'en 1789, racontée à mes petits-enfants de François Guizot.

Les Colonna étaient les ennemis héréditaires des Orsini et des Caetani (en) qui, eux aussi, étaient très influents à Rome à la fin du Moyen Âge. Comme tous les Colonna, Sciarra était un Gibelin, donc un partisan de l'empereur germanique dans sa lutte pour le pouvoir en Italie.
En 1294, Benoît Caetani est élu pape et prend le nom de Boniface VIII. Les Colonna ne cessent de comploter contre lui, particulièrement Sciarra et son frère Étienne, qui doivent finalement fuir son courroux et se réfugier en France. Au début de l'été 1303, il revient en Italie et prend la tête d'une insurrection armée qui fait mouvement vers Anagni, résidence d'été du pape. C'est aux portes de la ville qu'il rencontre Guillaume de Nogaret, où ils se sont probablement donné rendez-vous. Sciarra voulait profiter de la mission de Nogaret pour en finir avec Boniface. La troupe entre en force dans Anagni, prend le contrôle du palais pontifical de la ville et s'empare de la personne du pape qui est bousculée lors de l'épisode connu sous le nom d'« attentat d'Anagni ». Une légende voudrait que Sciarra ait giflé Boniface. Celui-ci est finalement délivré par les habitants d'Anagni mais meurt un mois plus tard.
Sciarra Colonna et Guillaume de Nogaret sont excommuniés par son successeur, Benoît XI, mais Philippe IV de France fait pression sur le pape suivant, Clément V, pour obtenir leur pardon. Ils reçoivent leur absolution par la bulle pontificale Rex gloriae du 27 avril 1311.
Resté sénateur, Sciarra Colonna refait parler de lui en 1328 en appuyant l'empereur Louis IV de Bavière, excommunié par le pape Jean XXII, qui entre en Italie, fait élire l'antipape Nicolas V et se fait couronner à Rome par lui. Peu après, l'ancien complice de Nogaret est condamné à l'exil. Il meurt l'année suivante.